# (37823) 1998 BS8
1998 BS8 (asteroide 37823) é um asteroide da cintura principal. Possui uma excentricidade de 0.13356280 e uma inclinação de 3.15471º.
Este asteroide foi descoberto no dia 25 de janeiro de 1998 por Takao Kobayashi em Oizumi.